# シャンピオナ・ナシオナル・プルミエール・ディヴィジョン
シャンピオナ・ナシオナル・プルミエール・ディヴィジョンは、1961年より開始されたトーゴサッカー連盟によるトーゴ国内の最上位リーグである。

## 歴代優勝クラブ
(括弧内は優勝回数)
| - 1961 : エトワール・フィランテ（1） - 1962 : エトワール・フィランテ（2） - 1963 : 開催されず - 1964 : エトワール・フィランテ（3） - 1965 : エトワール・フィランテ（4） - 1966 : COモデル・ロメ（1） - 1967 : エトワール・フィランテ（5） - 1968 : エトワール・フィランテ（6） - 1969 : COモデル・ロメ（2） - 1970 : ダイナミック・トーゴ（1） - 1971 : ダイナミック・トーゴ（2） - 1972 : COモデル・ロメ（3） - 1973 : COモデル・ロメ（4） - 1974 : ロメ・I（1） - 1975 : ロメ・I（2） - 1976 : ロメ・I（3） - 1977 : 開催されず - 1978 : ACセマシFC（1） - 1979 : ACセマシFC（2） - 1980 : OCアガザ（1） - 1981 : ACセマシFC（3） | - 1982 : ACセマシFC（4） - 1983 : ACセマシFC（5） - 1984 : OCアガザ（2） - 1985 : ASFOSA（1） - 1986 : ASFOSA（2） - 1987 : ドゥンベFC（1） - 1988 : ASKOカラ（1） - 1989 : ASKOカラ（2） - 1990 : イフォヂェ・アタクパメ（1） - 1991 : 開催されず - 1992 : エトワール・フィランテ（7） - 1993 : ACセマシFC（6） - 1994 : ACセマシFC（7） - 1995 : ACセマシFC（8） - 1996 : ASKOカラ（3） - 1997 : ダイナミック・トーゴ（3） - 1998 : 開催されず - 1999 : ACセマシFC（9） - 2000 : 途中リーグ中断 - 2001 : ダイナミック・トーゴ（4） - 2002 : ASドゥアヌ・トーゴ（1） | - 2003-04 : ダイナミック・トーゴ（5） - 2004-05 : ASドゥアヌ・トーゴ（2） - 2005-06 : マラナタFC（1） - 2006-07 : ASKOカラ（4） - 2008 : 開催されず - 2009 : マラナタFC（2） - 2010 : 開催されず - 2011-12 : ダイナミック・トーゴ（6） - 2013 : アンジュFCノツェ（1） - 2014 : ACセマシFC（10） - 2015 : 開催されず - 2016−17 : ASトーゴ＝ポール（1） - 2017−18 : USコロキ（1） - 2018−19 : ASCカラ（1） - 2019−20 : ASKOカラ（5） - 2020−21 : ASKOカラ（6） - 2021−22 : ASKOカラ（7） - 2022−23 : ASKOカラ（8） - 2023−24 : ASKOカラ（9） |  |

## クラブ別優勝回数
| クラブ                 | 優勝回数 | 優勝年度                                                       |
| ---------------------- | -------- | -------------------------------------------------------------- |
| ACセマシFC             | 10       | 1978,1979,1981,1982,1983,1993,1994,1995,1999,2014              |
| ASKOカラ               | 9        | 1988,1989,1996,2006-07,2019−20,2020−21,2021−22,2022−23,2023-24 |
| エトワール・フィランテ | 7        | 1961,1962,1964,1965,1967,1968,1992                             |
| ダイナミック・トーゴ   | 6        | 1970,1971,1997,2001,2003-04,2011-12                            |
| COモデル・ロメ         | 4        | 1966,1969,1972,1973                                            |
| ロメ・I                | 3        | 1974,1975,1976                                                 |
| OCアガザ               | 2        | 1980,1984                                                      |
| ASFOSA                 | 2        | 1985,1986                                                      |
| ASドゥアヌ・トーゴ     | 2        | 2002,2004-05                                                   |
| マラナタFC             | 2        | 2005-06,2009                                                   |
| ドゥンベFC             | 1        | 1987                                                           |
| イフォヂェ・アタクパメ | 1        | 1990                                                           |
| アンジュFCノツェ       | 1        | 2013                                                           |
| ASトーゴ＝ポール       | 1        | 2016−17                                                        |
| USコロキ               | 1        | 2017−18                                                        |
| ASCカラ                | 1        | 2018−19                                                        |